# 과학적 발견의 논리
《과학적 발견의 논리》는 철학자 칼 포퍼 (Karl Popper)의 과학철학에 관한 1959년 책이다. 포퍼는 《연구의 논리 : 현대 자연 과학의 인식론》으로 직역할 수 있는 Logik der Forschung. Zur Erkenntnistheorie der modernen Naturwissenschaft이라는 제목의 1934년 ( '1935'로 인쇄) 독일어 원본을 영어로 재출간하였다.

## 요약
포퍼는 많은 실험이 이론을 증명할 수는 없지만 재현 가능한 실험이나 관찰은 하나를 반박 할 수 있기 때문에 과학에서는 반증 가능성에 기반하는 방법론을 채택해야 한다고 주장한다. 포퍼에 의하면 "재현 불가능한 하나의 발생은 과학에서 중요하지 않다. 따라서 이론과 모순되는 소수의 잘못된 기본 진술에 의해서 어떤 이론이 반증되어 이를 거부하도록 우리가 유도 되지는 않을 것이다. 우리는 이론을 반박하는 재현 가능한 효과를 발견한 경우에만 그것을 반증된 것으로 간주 할 것이다." :66 포퍼는 "과학은 검증 가능성과 반증 가능성 간의 비대칭 즉, 범용 문장의 논리적 형태에서 비롯되는 비대칭에 기초하는 방법론을 채택하여야 하는데 왜냐하면 이러한 것들은 하나의 문장으로부터는 결코 유도될 수 없지만 단지 하나의 문장에 의해서도 모순으로 될 수 있기 때문이다."라고 주장한다.

## 반응
토마스 쿤과 호레이스 로마노 하레와 같이 포퍼와 완전히 동의하지 않는 철학자들을 포함하여 심리학자인 해리 건트립 (Harry Guntrip)은 "이 출판은 과학 지식의 본질에 대한 토론을 크게 자극했다"고 기술하였다. 분석 심리학의 창시자인 정신과 의사 칼 융 (Carl Jung)은 이 연구를 소중히 여겼다. 전기 작가 빈센트 브롬(Vincent Brome)은 칼 융이 "과학의 단점 중 일부"를 드러냈다고 1938년에 언급 한 것을 회상하였다. 철학자 폴 리쾨르는 반증 가능성에 대한 포퍼의 기준과 유사한 "무효화 절차"를 지지했다. 역사가 피터 게이는 이 연구를 "인식론의 중요한 논문"으로 묘사한다. 철학자 브라이언 매기(Bryan Magee)는 논리 실증주의에 대한 포퍼의 비판을 "파괴적"이라고 생각했다. 그의 견해에 따르면, 논리 실증주의에 대한 포퍼의 가장 중요한 주장은 논리 실증주의가 세계의 과학 이론이라고 주장했지만 그 중심 신조인 검증 원칙이 모든 과학을 효과적으로 파괴했다는 것이다. 물리학자인 앨런 소칼과 장 브리크몽은 포퍼의 연구에 대한 비평이 "비이성주의적 표류"를 불러 일으켰으며 현재 과학 철학에 영향을 미치는 문제의 상당 부분은 《과학적 발견의 논리》에서의 모호함이나 부적절함에서 기인할 수 있다"고 주장했다.